# Сосновское муниципальное образование
Сосновское муниципальное образование — муниципальное образование со статусом сельского поселения в 
Усольском районе Иркутской области России. Административный центр — Сосновка.

## Демография
По результатам Всероссийской переписи населения 2010 года 
численность населения муниципального образования составила 1886 человек, в том числе 901 мужчина и 985 женщин.

## Населённые пункты
В состав муниципального образования входят населённые пункты
- Сосновка
- Арансахой
- Белогорск[3]